# Matchbook Romance
Matchbook Romance – amerykańska grupa muzyczna utworzona w 1997 roku, kojarzona ze sceną emo.

## Skład
- Andrew Jordan – śpiew, gitara
- Ryan "Judas" DePaolo – gitara basowa
- Ryan Kienle – gitara
- Aaron Stern – perkusja

## Dyskografia
- 2003 – Stories and Alibis
- 2006 – Voices